# Palaquium tenuipetiolatum
Palaquium tenuipetiolatum là một loài thực vật có hoa trong họ Hồng xiêm. Loài này được Merr. mô tả khoa học đầu tiên năm 1904.